# Lávka Na Podhůrkách
Lávka Na Pohůrkách je mostní konstrukce přes Labe v Hradci Králové, která pro pěší spojuje místní části Pražské Předměstí a Třebeš. 
Jedná se o poslední přemostění Labe na území Hradce Králové, další most se po proudu nachází až za jezem u Vysoké nad Labem.

## Popis
Na západní straně se lávka napojuje k ulici Na Rybárně, na straně východní končí v třebešských lukách, kde vedou pěší cesty k fakultní nemocnici, slepému rameni Staré Labe nebo Hradubické labské cyklostezce.
Konstrukce se skládá z dvojice lávek přivěšených k potrubnímu mostu teplovodního potrubí. Nástup na lávky je na obou koncích po schodištích vedoucích z úrovně pobřežních stezek do úrovně potrubí. Na schodištích jsou umístěny ližiny umožňující převádění kola.
Vzhledem k relativní bezvýznamnosti lávky není hodnověrně doložen datum jejího zprovoznění, dle dostupných leteckých snímků však k němu došlo mezi lety 1977 až 1989.

## Fotogalerie

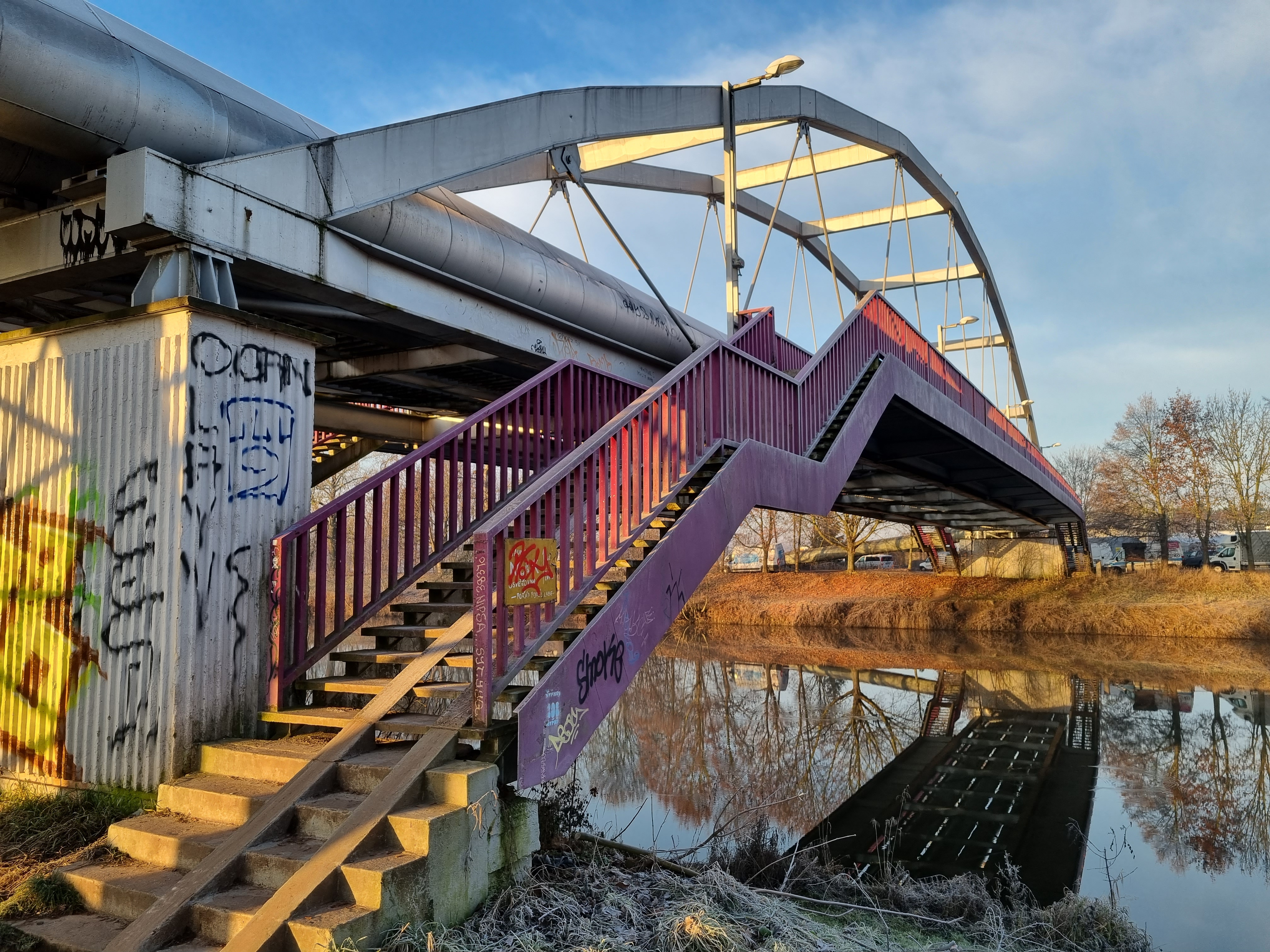
Schodiště na lávce
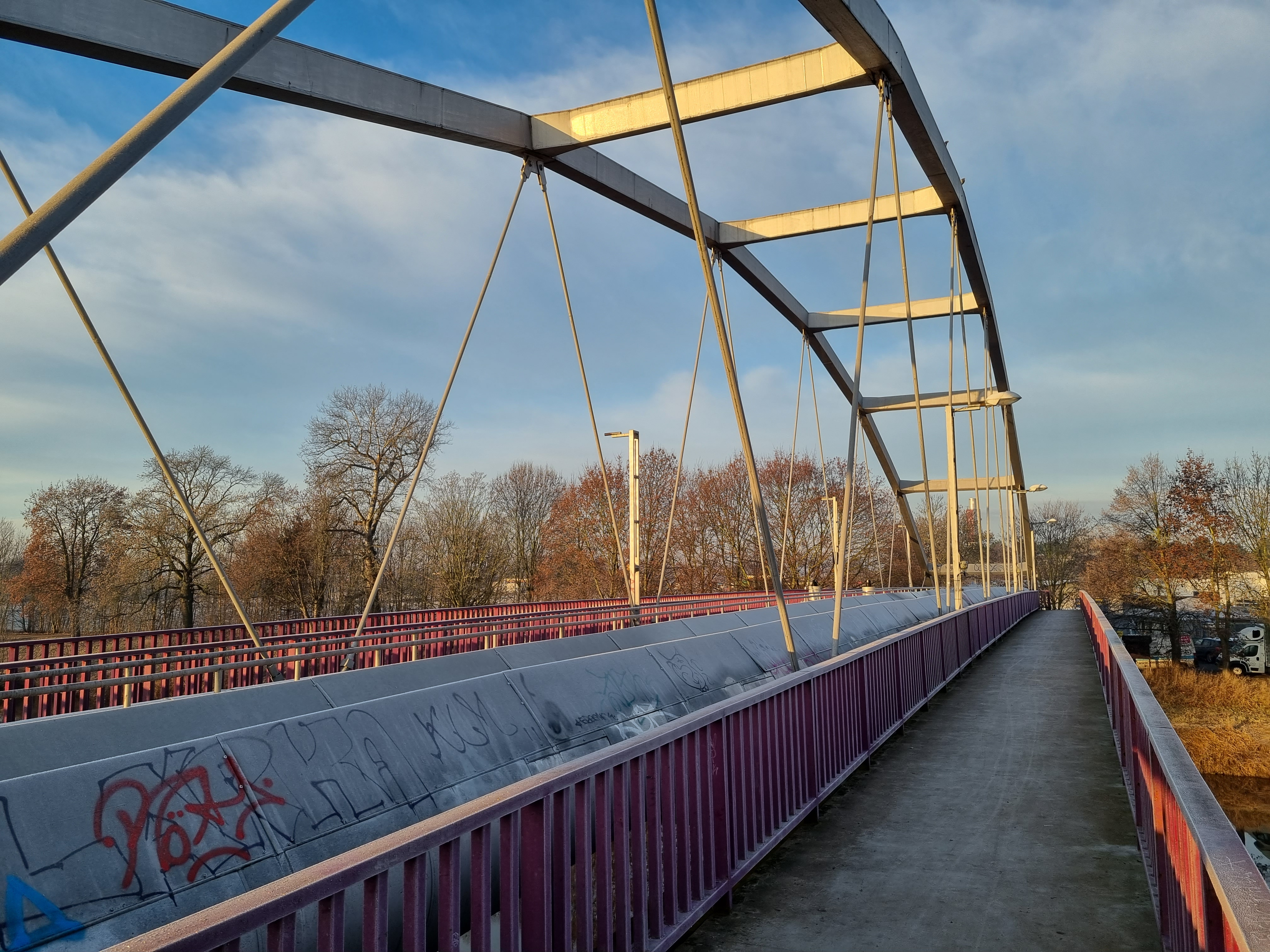
Pohled na průchod po lávce
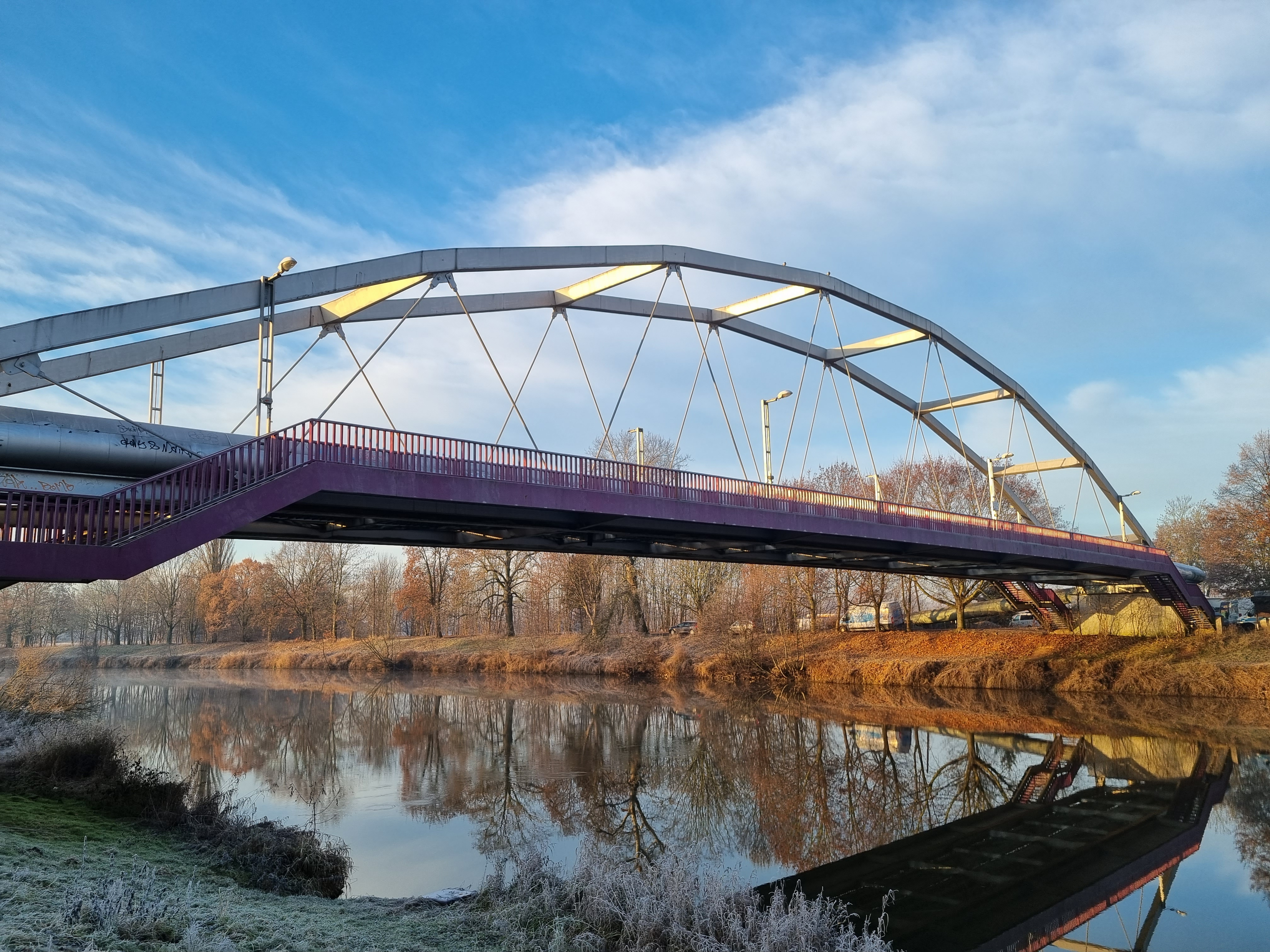
Lávka Na Podhůrkách
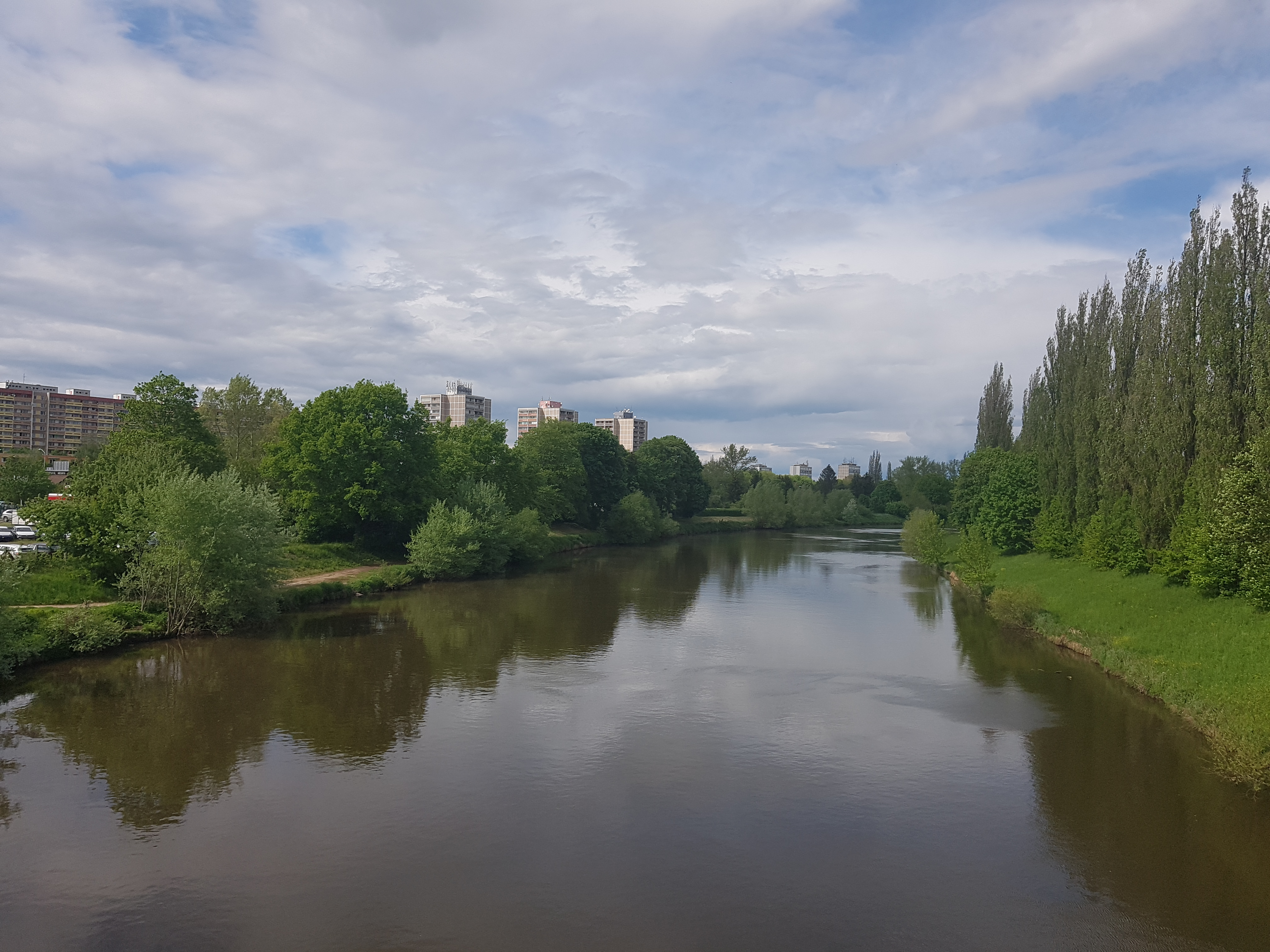
Výhled z lávky severním směrem
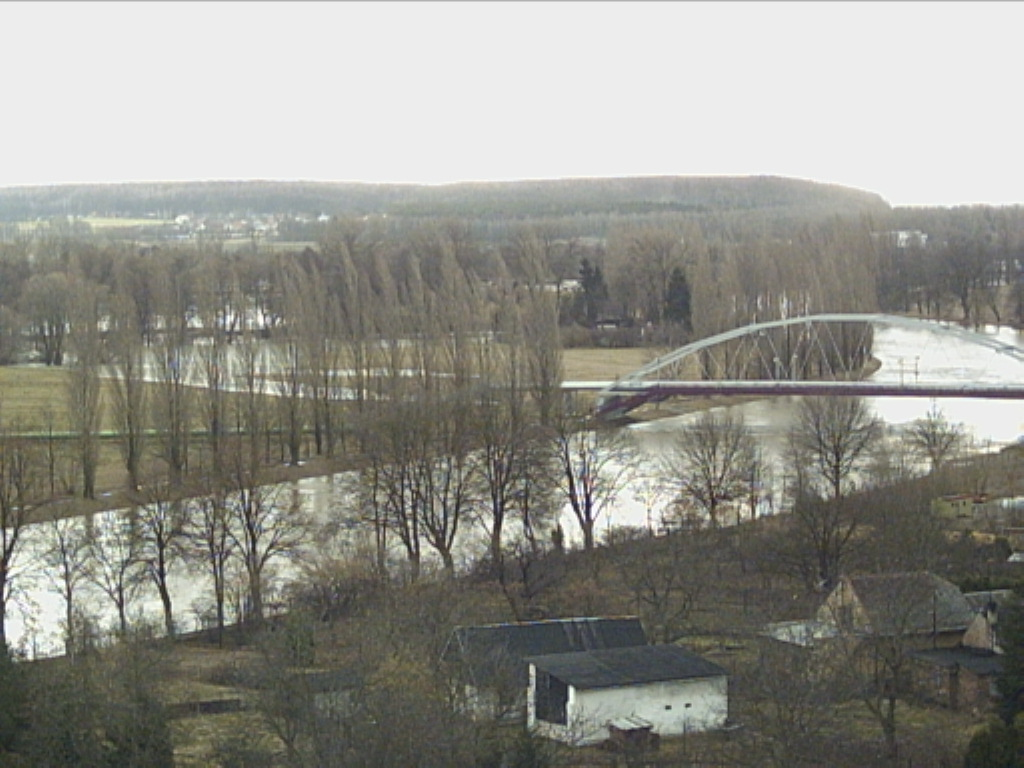
Rozvodněné Labe s lávkou v roce 2003